# Seiji Koga
Seiji Koga (Fukuoka, 7 augustus 1979) is een Japans voetballer.

## Carrière
Seiji Koga speelde tussen 1998 en 2009 voor Yokohama F. Marinos, Avispa Fukuoka en Vissel Kobe. Hij tekende in 2010 bij Sagamihara.